# Almira Castilho
Almira Castilho de Albuquerque, née à Olinda le 24 août 1924 et morte à Recife le 26 février 2011, était une chanteuse, compositrice et danseuse brésilienne.
Elle était partenaire de Jackson do Pandeiro, avec qui elle était mariée, dans des compositions et des présentations à la radio et au cinéma.

## Carrière
Arrière-petite-fille maternelle d'espagnols et arrière-petite-fille paternelle d'indigènes, Almira Castilho était enseignante. Elle commence sa carrière artistique en 1954, en participant au chœur dans l'interprétation de Sebastiana de Jackson do Pandeiro.
Elle était chanteuse de rumba et actrice de radio à Rádio Jornal do Commercio. 

## Mariage
Elle a été mariée à Jackson do Pandeiro entre 1955 et 1967,. Pendant cette période, ils étaient partenaires dans les compositions et les interprétations.